# ناو اولگ
ناو اولگ (به انگلیسی: Russian cruiser Oleg) یک کشتی بود که طول آن ۱۳۴٫۱۹ متر (۴۴۰٫۳ فوت) بود. این کشتی در سال ۱۹۰۴ ساخته شد.